# Alicia Alonso
Alicia Alonso, nome d'arte di Alicia Ernestina de la Caridad del Cobre Martínez Hoyo (L'Avana, 21 dicembre 1920 – L'Avana, 17 ottobre 2019), è stata una ballerina e coreografa cubana.

## Biografia
Alicia Alonso si affacciò al mondo della danza nel 1931 a L'Avana, presso la scuola di balletto della Sociedad Pro-Arte Musical, con Nikolai Yavorsky, e danzò a Cuba con il nome di Alicia Martinez. A 15 anni si sposò con il partner, il ballerino Fernando Alonso, e adottò il nome di Alicia Alonso. Continuò gli studi a New York con Anatole Vilzak e Ludmilla Shollar alla Scuola dell'American Ballet e più tardi a Londra con Vera Volkova. La sua carriera professionale iniziò però negli Stati Uniti nel 1938. Danzò in molte commedie musicali come Great Lady nel 1938 e Stars In Your Eyes nel 1939 (coreografia di George Balanchine). A 19 anni diventò parzialmente cieca: si aiutò con le luci per orientarsi sulla scena, chiedendo inoltre ai partner artistici di trovarsi esattamente là dove lei pensava che si trovassero.

Nel 1939 entrò nella compagnia fondata da George Balanchine, l'American Ballet Caravan, precursore dell'attuale New York City Ballet. Nella prestigiosa e nuovissima compagnia passò i migliori anni della sua carriera di ballerina interpretando i grandi ruoli del balletto classico. Nominata étoile, avrà l'occasione di lavorare con i più grandi coreografi del tempo: Michel Fokine, George Balanchine, Léonide Massine, Bronislava Nijinska, Antony Tudor, Jerome Robbins e Agnes de Mille. Le sue versioni dei grandi balletti classici divennero note a livello internazionale: all'Opéra national de Paris (Giselle, Grand pas de quatre, La Belle au bois dormant), all'Opera di Vienna e al Teatro di San Carlo di Napoli (Giselle), all'Opera di Praga (La fille mal gardée) e alla Scala di Milano (La Belle au bois dormant).

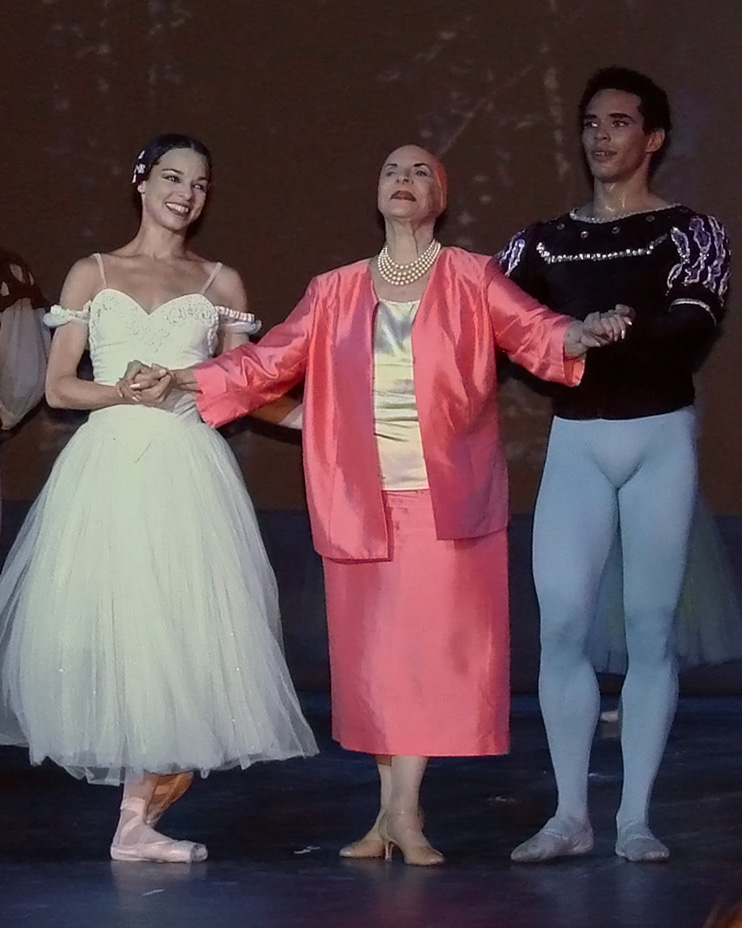
Alicia Alonso e il balletto nazionale di Cuba (Grand Palais, Paris) 2007

Desiderosa di dare un contributo allo sviluppo del balletto a Cuba, il suo paese d'origine, fondò nel 1948 a L'Avana il Ballet Alicia Alonso. Questa compagnia prenderà in seguito il suo nome attuale di Ballet Nacional de Cuba, da lei diretta fino alla morte. Nel 2002 fu nominata ambasciatore di buona volontà dall'UNESCO per il contributo allo sviluppo e alla salvaguardia della danza classica. Non esiste una registrazione secondo la quale il titolo sia stato mai attribuito ufficialmente, ma è accreditata come Prima ballerina assoluta in numerose fonti, compreso il Cuban National Ballet, del quale è stata la fondatrice.

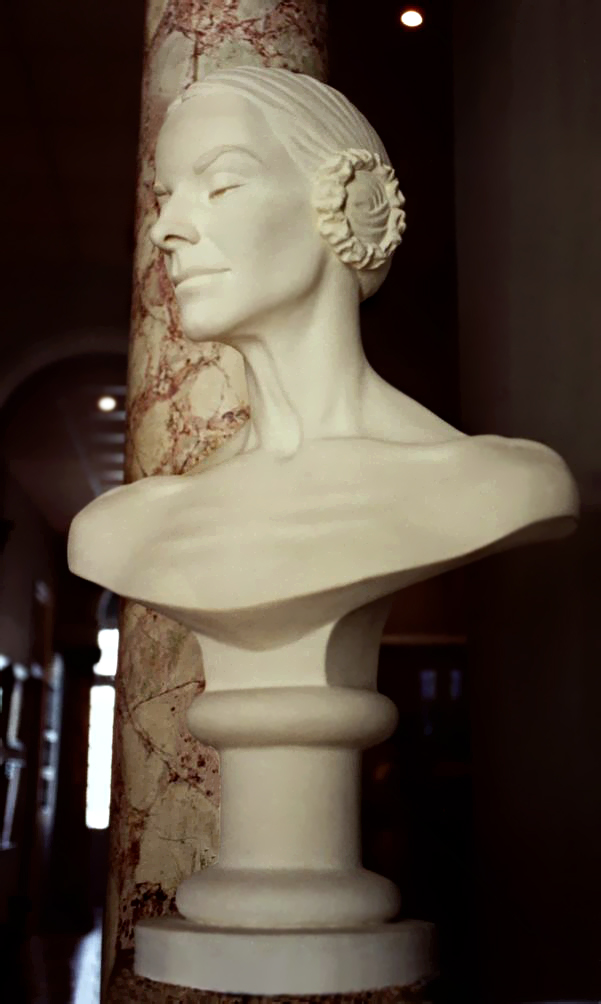
Carlos Enrique - Busto di Alicia Alonso

## Riconoscimenti
- 1958: Dance Magazine Annual Award
- 1964: Cavaliere del Lavoro della Repubblica Democratica del Vietnam
- 1966: Grand Prix de la Ville de Paris
- 1966: Premio Anna Pavlova dell'Università della Danza, [Parigi]
- 1985: Medaglia d'oro del Gran Teatro de L'Avana
- 1999: Medaglia Pablo Picasso dell'UNESCO